# آمبیرا
آمبیرا روستایی در استان نیانزا، کنیا می‌باشد.